# Amelia Bence
Amelia Bence, geboren als Maria Amelia Batvinik (Buenos Aires, 13 november 1914 – ibidem, 8 februari 2016), was een Argentijnse actrice.

## Levensloop en carrière
Bence was van Wit-Russische komaf. Ze studeerde samen met Alfonsina Storni aan het Lavardén Children's Theater. Ze begon haar carrière in 1933 met de film Dancing. Die bereikte een hoogtepunt tijdens de Gouden Jaren van de Argentijnse film in de jaren 40 en 50. In deze periode won ze viermaal de Silver Condor Award for Best Actress, de prijs voor de beste actrice in Argentinië. De film El día que cambió la historia uit 2012, maar gefilmd in 2010, was haar laatste film, 77 jaar na haar filmdebuut: ze was toen al 95 jaar oud.
Bence was driemaal gehuwd. Ze overleed begin 2016 op 101-jarige leeftijd.